# Винью-су-лез-Экс
Винью́-су-лез-Экс (фр. Vignoux-sous-les-Aix) — коммуна во Франции, находится в регионе Центр. Департамент — Шер. Входит в состав кантона Сен-Мартен-д’Оксиньи. Округ коммуны — Бурж.
Код INSEE коммуны — 18280.
Коммуна расположена приблизительно в 190 км к югу от Парижа, в 95 км юго-восточнее Орлеана, в 12 км к северу от Буржа.

## Население
Население коммуны на 2008 год составляло 713 человек.
| 1962 | 1968 | 1975 | 1982 | 1990 | 1999 | 2008 |
| ---- | ---- | ---- | ---- | ---- | ---- | ---- |
| 320  | 255  | 286  | 418  | 624  | 657  | 713  |

## Администрация
| Период | Период | Фамилия     | Партия       | Примечания |
| ------ | ------ | ----------- | ------------ | ---------- |
| 2001   | 2008   | Бернар Леже |              |            |
| 2008   | 2011   | Пьер Горен  | Разные левые |            |
| 2011   | 2014   | Рене Тома   |              |            |

## Экономика
Основу экономики составляют виноградарство и сельское хозяйство.
В 2007 году среди 493 человек в трудоспособном возрасте (15-64 лет) 370 были экономически активными, 123 — неактивными (показатель активности — 75,1 %, в 1999 году было 74,7 %). Из 370 активных работали 349 человек (182 мужчины и 167 женщин), безработных было 21 (10 мужчин и 11 женщин). Среди 123 неактивных 33 человека были учениками или студентами, 59 — пенсионерами, 31 были неактивными по другим причинам.